# Первый день лета
Первый день лета (исл. Sumardagurinn fyrsti, исландское произношение: [ˈsʏmarˌtakʏrɪn ˈfɪrstɪ], слушатьо файле; также известен в Исландии как исл. Yngismeyjardagur) — ежегодный государственный праздник в Исландии, который отмечается в первый четверг после 18 апреля (некоторое время отмечался в четверг между 19-25 апреля).
Это празднование начала первого летнего месяца Харпа по старому исландскому календарю. В старом календаре было шесть месяцев с очень короткими днями (зима) и шесть месяцев без ночи (лето), поэтому, хотя климат в конце апреля в Исландии не очень похож на летний (в четырнадцати случаях в период с 1949 по 2015 год средняя температура в Рейкьявике, была ниже нуля), Первый день лета знаменует удлинение дней и окончание суровой зимы.
В соответствии с принятым Альтингом законом №88 от 24 декабря 1971 года, Первый день лета в Исландии объявлен государственным праздником и является выходным днем. Существует также Первый день зимы (исл. Fyrsti vetrardagur), но он является не государственным праздником.
Скаутское движение отмечает этот день скаутскими собраниями и парадами. Кроме того, общины и небольшие поселения делают различные семейные торжества, как правило с упором на интерес для детей. В городах проводятся местные фестивали и развлекательные мероприятия.
Согласно распространенному исландскому народному поверью] хорошее лето наступит, если в первый летний день зима и лето замерзнут вместе (исл. Ef sumar og vetur frjósi saman boði það gott sumar). Поэтому исландцы ставили на ночь миску с водой на улицу и надеялись, что к утру она замёрзнет. В этот день люди желают друг другу хорошего лета и благодарят за прошедшую зиму (исл. Gleðilegt sumar og takk fyrir veturinn!).